# Henry Cass
Henry Cass (* 24. Juni 1903 in London; † 15. März 1989 in Hastings, Sussex) war ein britischer Filmregisseur, Drehbuchautor, Film- und Theaterproduzent. Er inszenierte über 20 Kinofilme, darunter Echo der Liebe, Ferien wie noch nie, Eine verrückte Familie, Kampf über den Wolken oder Der Dämon mit den blutigen Händen.

## Leben und Karriere
Henry Cass, geboren 1903 im Londoner Stadtteil Hampstead, zog es 1923 auf die Bühne. In den 1930er Jahren arbeitete er schließlich als Theaterproduzent beim Croydon Repertory Theatre, später dann als Theaterproduzent am Old Vic Theatre in London. Seine Bühnenproduktionen umfassten Aufführungen von St. Joan, Major Barbara, Peer Gynt, Desire Under the Elms oder William Shakespeares Komödie Der Widerspenstigen Zähmung mit Maurice Evans, Cathleen Nesbit, Andrew Leigh, Abraham Sofaer, Vivienne Bennett, Cecil Trouncer, Alec Clunes, Alan Webb und Leo Genn.
In den 1940er Jahren verlagerte er sein Betätigungsfeld von der Bühne auf die Leinwand. So inszenierte Cass als Regisseur (zum Teil auch als Drehbuchautor und Produzent) in den 1940er, 1950er und 1960er Jahren eine Reihe von Komödien, Dramen und Horrorfilmen. So entstanden unter seiner Regie zu Beginn der 1950er Jahre unter anderem die romantischen Komödien Ferien wie noch nie (1950) mit Alec Guinness, Beatrice Campbell und Kay Walsh, Mit Küchenbenutzung (1951) in der Besetzung Joan Greenwood, Nigel Patrick und Derek Farr, sowie die Komödie Eine verrückte Familie mit Richard Attenborough in der Hauptrolle. 1957 drehte er das Filmdrama Kampf über den Wolken mit Wayne Morris, Karin Booth und Anton Diffring, das er auch selbst produzierte. Ein Jahr später führte er bei dem Horrorfilm Der Dämon mit den blutigen Händen mit Donald Wolfit und Barbara Shelley Regie. Das Drama Happy Deathday von 1968 war Henry Cass’ letzte Regiearbeit, er verstarb im Jahr 1989 im Alter von 85 Jahren.

## Filmografie (Auswahl)

### Als Filmregisseur
- 1937: Lancashire Luck
- 1945: 29 Acacia Avenue
- 1949: Echo der Liebe (The Glass Mountain)
- 1950: No Place for Jennifer
- 1950: Ferien wie noch nie (Last Holiday)
- 1951: Mit Küchenbenutzung (Young Wives' Tale)
- 1952: Castle in the Air
- 1952: Eine verrückte Familie (Father's Doing Fine)
- 1955: Reluctant Bride
- 1955: No Smoking
- 1955: Windfall
- 1955: Breakaway
- 1956: Bond of Fear
- 1956: High Terrace
- 1957: Kampf über den Wolken (The Crooked Sky)
- 1957: Geheimwaffe X (Booby Trap)
- 1957: Professor Tim
- 1958: Der Dämon mit den blutigen Händen (Blood of the Vampire)
- 1960: The Hand
- 1960: Boyd's Shop
- 1961: Die Nackte in des Satans Hand (Man Who Couldn't Walk)
- 1965: Mister Brown steigt herab (Mr. Brown Comes Down the Hill)
- 1965: Give a Dog a Bone
- 1968: Happy Deathday

### Als Drehbuchautor
- 1949: Echo der Liebe (The Glass Mountain)
- 1965: Mister Brown steigt herab (Mr. Brown Comes Down the Hill)
- 1965: Give a Dog a Bone
- 1968: Happy Deathday

### Als Filmproduzent
- 1946: English Criminal Justice (Kurzdokumentarfilm)
- 1957: Kampf über den Wolken (The Crooked Sky)
- 1965: Mister Brown steigt herab (Mr. Brown Comes Down the Hill)
- 1965: Give a Dog a Bone